# Susan (cráter)

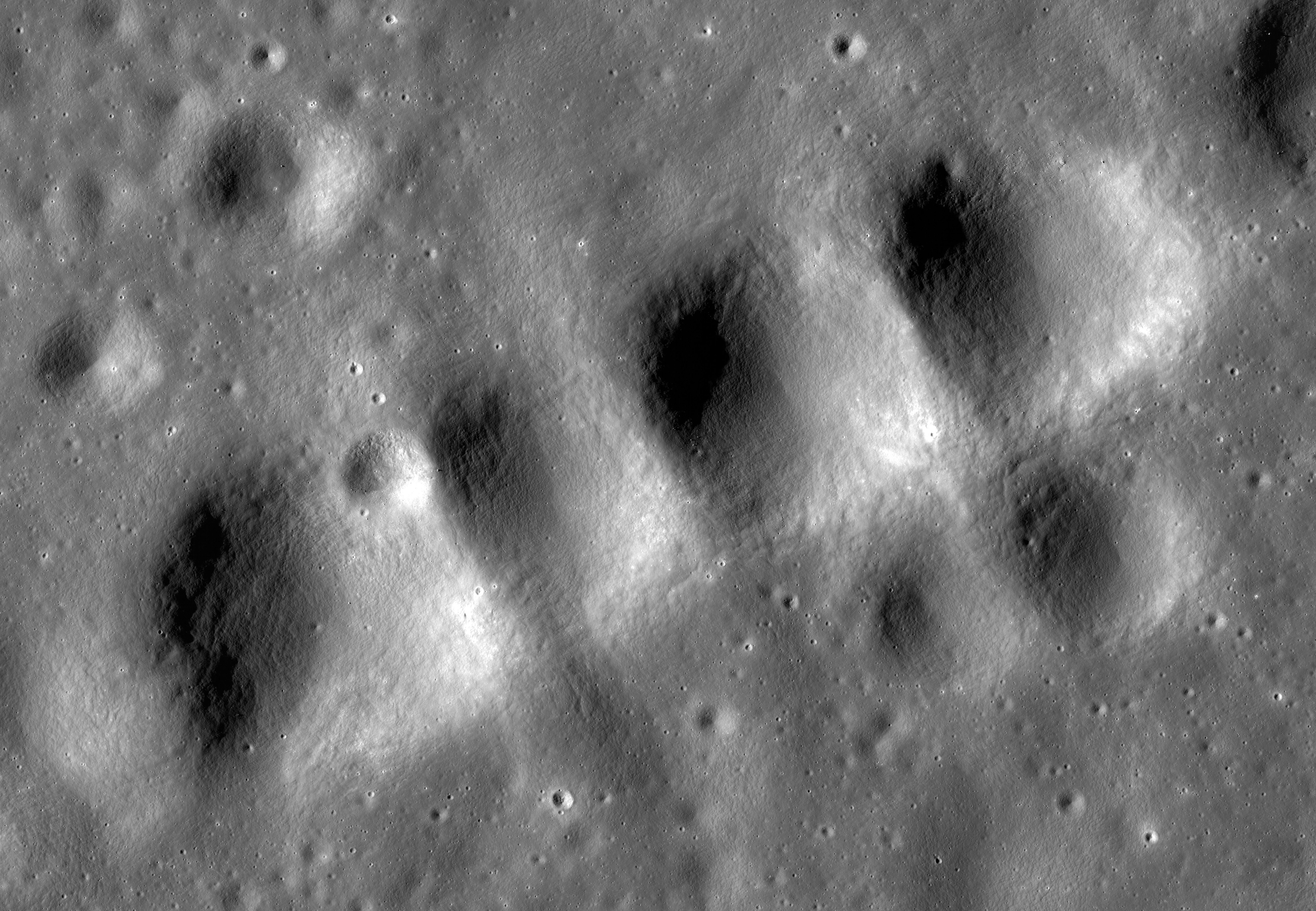
Fotografía de la misión Lunar Reconnaissance Orbiter

Susan es un pequeño cráter de impacto situado en la cara visible de la Luna. Pertenece a la Catena Davy, que discurre hacia el noreste a través del interior del cráter Davy Y, localizado al este del Mare Cognitum. Forma parte de la citada cadena lineal de 23 pequeños cráteres que se extiende desde el punto medio de Davy Y hacia la cuenca amurallada del cráter Ptolemaeus.
|  |
|  |

Es un diminuto cráter con forma de cuenco, el más suroccidental de los seis cráteres con nombre de la catena, situado junto a Osman.

## Designación
Seis de los cráteres de la cadena poseen nombres oficiales, que proceden de anotaciones originales no oficiales utilizadas en la hoja 77D1/S1 de la serie de mapas Lunar Topophotomap de la NASA. La designación fue adoptada por la UAI en 1976.